# Baranów (gemeente in powiat Kępiński)
De gemeente Baranów is een landgemeente in het Poolse woiwodschap Groot-Polen, in powiat Kępiński.
De zetel van de gemeente is in Baranów.
Op 30 juni 2004 telde de gemeente 7425 inwoners.

## Oppervlakte gegevens
In 2002 bedroeg de totale oppervlakte van gemeente Baranów 74,31 km², waarvan:
- agrarisch gebied: 82%
- bossen: 11%

De gemeente beslaat 12,21% van de totale oppervlakte van de powiat.

## Demografie
Stand op 30 juni 2004:
| Omschrijving                   | Totaal | Totaal | Vrouwen | Vrouwen | Mannen | Mannen |
| ------------------------------ | ------ | ------ | ------- | ------- | ------ | ------ |
| eenheid                        | aantal | %      | aantal  | %       | aantal | %      |
| inwoners                       | 7425   | 100    | 3713    | 50      | 3712   | 50     |
| bevolkingsdichtheid (inw./km²) | 99,9   | 99,9   | 50      | 50      | 50     | 50     |

In 2002 bedroeg het gemiddelde inkomen per inwoner 1291,21 zł.

## Administratieve plaatsen (sołectwo)
Baranów, Donaborów, Grębanin, Jankowy, Joanka, Łęka Mroczeńska, Marianka Mroczeńska, Mroczeń, Słupia pod Kępnem, Żurawiniec.

## Aangrenzende gemeenten
Bralin, Kępno, Łęka Opatowska, Rychtal, Trzcinica, Wieruszów